# Soudal
Soudal je belgická společnost zaměřená na výrobu stavební chemie. Sídlí ve městě Turnhout v provincii Antverpy.
Firma byla založena v roce 1966. Její název vznikl zkrácením nizozemských slov „soudeert alles“ („spraví všechno“). Začínala na Ossenmarktu v Antverpách jako malá opravářská dílna se dvěma zaměstnanci. Úspěch jí přinesla sázka na nové materiály jako silikon, akryláty a polyuretan. Soudal vyrábí tmely, lepidla, montážní pěny, těsnění, nátěry a další produkty určené profesionálům i domácím kutilům, má prodejní zastoupení ve více než 140 zemích.
V roce 1997 zakoupil Soudal od německé společnosti Bayer její divizi stavební chemie nazvanou BAVG. Později firma expandovala také do dalších zemí jako např. do Turecka, Polska a Slovinska. V roce 2024 získala svoji rekordní akvizici, když za sto milionů eur koupila italskou společnost Durante Adisivi.
Majitelem a výkonným ředitelem společnosti je od jejího založení Vic Swerts, který byl roku 2013 povýšen do šlechtického stavu. Soudal má ve světě 29 výrobních závodů a pracují pro něj více než 4000 zaměstnanců. Ve výroční zprávě za rok 2023 uvedla společnost hrubý obrat 1,34 miliardy eur.
Firma je známá svými aktivitami ve světě profesionální cyklistiky. V letech 2015 až 2022 spolufinancovala stáj Lotto a pak vstoupila do týmu Soudal–Quick-Step. Začala sponzorovat rovněž fotbalový klub KVC Westerlo. Majitel firmy také založil Baron Swerts Academy pro nadané hudebníky, která spolupracuje s Antverpským symfonickým orchestrem.